# David Popescu
David Popescu (25 de maio de 1886 — 11 de abril de 1955) foi um general romeno durante a Segunda Guerra Mundial e Ministro do Interior em 1940.

## Biografia
Ele nasceu em 1886 em Comarnic, Condado de Prahova, Reino da Romênia, filho de Iulian (um sacerdote) e Maria. Ele frequentou a escola primária em sua cidade natal e depois foi para a Escola Secundária Sfinții Petru și Pavel  em Ploiești. Começou o serviço militar em 1905, avançando para sargento em 1906. Depois de frequentar a Escola Militar de Infantaria e Oficiais de Cavalaria, formou-se em 1908 com o posto de segundo-tenente; depois de mais estudos na Escola Especial de Infantaria, ele foi promovido a capitão em 1912. Em 1913 ele lutou com o 7.º Regimento Vânători de munte na Segunda Guerra dos Balcãs. Assim que a Romênia entrou na Primeira Guerra Mundial ao lado dos Aliados em agosto de 2016, Popescu lutou em Dobruja como comandante de batalhão do 40.º Regimento de Infantaria. Ele foi ferido em ação e enviado a um hospital em Iași para tratamento. Promovido a major em 1917, ele passou o resto da guerra instruindo cadetes em Iași e Botoșani.
De 1921 a 1922, Popescu frequentou a Academia Militar de Torino. Depois de avançar na patente para tenente-coronel em 1925, Popescu serviu como instrutor na Escola Superior de Guerra e depois como adido militar em Roma de 1928 a 1930. Durante esse período, ele foi condecorado com a Ordem da Coroa da Romênia, grau de Cavaleiro e a Ordem da Coroa da Itália, grau de oficial. Foi promovido a coronel em 1930 e brigadeiro-general em 1938. Comandou a Brigada de Guardas de 1937 a 1939, após o que se tornou Vice-Chefe do Estado-Maior.
Popescu serviu como Ministro de Assuntos Internos no gabinete de Gigurtu de 4 de julho a 4 de setembro de 1940, e no primeiro Gabinete de Antonescu de 4 de setembro a 14 de setembro de 1940. No início de julho, ele ajudou a administrar o fluxo de refugiados da Bessarábia e da Bucovina do Norte na sequência da anexação soviética desses territórios romenos. Em 30 de agosto, Popescu participou de uma reunião do Conselho da Coroa do rei Carlos II, onde ele estava (ao lado de Gheorghe Mihail, Nicolae Păiș e Ernest Ballif) um dos quatro entre cinco representantes militares que recomendaram aceitar as disposições do Segundo Prêmio de Viena, pelo qual a Romênia deveria ceder o Norte da Transilvânia à Hungria.
Em 10 de janeiro de 1941 foi nomeado comandante da 11.ª Divisão de Infantaria das Forças Armadas Romenas. Em 9 de maio de 1941 ele foi condecorado com a Ordem da Estrela da Romênia, posto de Comandante. A Romênia juntou-se à Operação Barbarossa em 22 de junho de 1941 para recuperar os territórios perdidos da Bessarábia e da Bucovina do Norte. Popescu lutou com sua divisão no sul da Bessarábia e no cerco de Odessa. Em 20 de agosto foi afastado do comando da divisão e em 31 de agosto foi demitido e colocado na reserva. Após o golpe do Rei Miguel de 23 de agosto de 1944, foi reabilitado e promovido, primeiro a general de divisão e depois a general de exército.
Em 1946, Popescu foi investigado pelo Tribunal do Povo de Bucareste em conexão com o julgamento de Ion Antonescu, mas não foi preso. Depois de ser denunciado em 1950 como "inimigo mortal do comunismo", foi detido e encarcerado na prisão de Jilava. Ele foi solto em 4 de julho de 1953 e absolvido de todas as acusações. Ele morreu em Bucareste em 1955.